# Болівар (група нафтових родовищ)

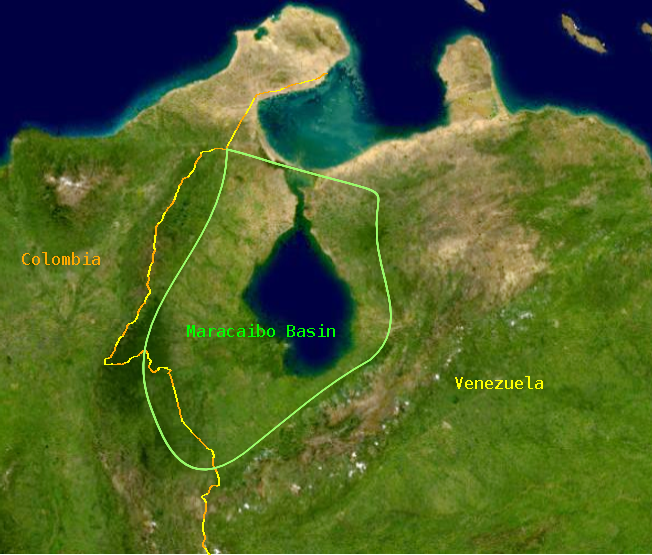
Супутникове зображення, що показує географічне розташування басейну Маракайбо

Болівар (Bolivar) — група нафтових родовищ у Венесуелі. Розробляється державною нафтогазовою компанією Венесуели Petroleos de Venezuela S.A. (PDVSA), яка володіє монопольним правом на видобуток нафти і природного газу на континентальному шельфі, аваншельфі Венесуели.

## Історія
Великі нафтопрояви навколо озера Маракайбо були виявлені у 16 столітті іспанцями, які використовували нафту для просмолювання кораблів та лікування хвороб шкіри у худоби. Генеральна асфальтова компанія США провела перші геологічні дослідження на східному березі озера Маракайбо, але у 1912 році продала свою концесію компанії Royal Dutch Shell (Ройял Датч Шелл) (нині публічна компанія, відома як просто Shell (Шелл) — транснаціональна корпорація з головною штаб-квартирою в Гаазі (Нідерланди), голландського та британського походження). Вважають, що Болівар як група нафтових родовищ відкрито у 1917 р., експлуатація — з 1922.
Видобування нафти швидко зростало і стало важливим нафтовидобувним регіоном у світі. Концесію на озері Маракайбо отримав американський нафтовий магнат Едвард Лоренс Догені, який володів компанією Pan American Petroleum & Transport — одна з найбільших нафтових компаній у світі в 1920-х роках. Ця концесія придбана компанією Indiana Standard у 1925 році, але розвиток був мінімальним, поки вона не була продана до Standard Oil of New Jersey (нині Exxon) у 1931 році. Розвиток нафтовидобування на озері Маракайбо пішов швидко після закінчення Другої світової війни. Це стало найважливішим виробництвом Exxon протягом 1950-х і 1960-х років, яка зайняла провідні позиції у світі.
У період 1920-х до кінця 1960-х років відбувалося швидке зростання нафтової індустрії Венесуели за рахунок розробки групи нафтових родовищ Болівар. Нафта забезпечувала понад 90 % прибутків Венесуели від експорту і 60 % державних прибутків, становлячи майже 25 % ВВП. До кінця 1975 пануюче положення в нафтовій промисловості займали іноземні корпорації; на частку трьох найбільших з них «Креол» («Екссон»), «Ройял Датч Шелл» і «Галф ойл корпорейшн» припадало близько 80 % всієї сирої і очищеної нафти.
Нафтова промисловість у Венесуелі була націоналізована наприкінці 1975 року. Національний суб'єкт, Petroleos de Venezuela, зараз є однією з найбільших у світі інтегрованих нафтових компаній.
На початку 1990-х років Венесуела займала 8-е місце серед провідних виробників і таке ж серед країн-експортерів сирої нафти. У 2003 р Венесуела — 4-й світовий виробник нафти.
У 1993 видобуток становив 127,8 млн т нафти, тобто значно менше, ніж в 1973 (176 млн т); після 1973 уряд ухвалив рішення про скорочення видобутку з метою збереження ресурсів. Близько 3/4 видобутку в країні сирої нафти дає нафтоносний район Маракайбо.
У 1994 році почалася нова фаза міжнародної участі у розробках нафтового басейну Маракайбо, у якій взяв участь консорціум Tecpetrol, Nomeco, Wascana і Chevron.
Таким чином, нафтові поля Болівару відіграли важливу роль у зростанні трьох найбільших у світі нафтових компаній — Royal Dutch/Shell group, Exxon і Petroleos de Venezuela. Тут відпрацьовувалися передові технології шельфового видобутку високов'язкої нафти.

## Характеристика
Включає близько 10 родовищ в тому числі 3 родовища-гіганта: Тіа-Хуана, Бачакеро, Лагунільяс, а також великі родовища Сеута, Мотатан, Баруа та Амброзіо. Входить в Маракайбський нафтогазоносний басейн. Bolivar Coastal Field є найбільшим нафтовим полем у Південній Америці з його 6000-7 000 свердловин. Це також найбільше нафтове поле за межами Близького Сходу. Болівар серед нафтових полів займає рейтинг № 7 у світі. Частина нафтового поля вже повністю вичерпана.
Початкові промислові запаси 4,3 млрд т. Нафтоносна зона тягнеться вздовж берегів оз. Маракайбо на 70 км, г. ч. під дном озера. Встановлено 325 продуктивних горизонтів в крейдових, палеогенових і неогенових відкладах на глиб. 190—1500 м.
Колектори містять переважно важку нафту. Густина нафти 0,82-1,0 г / см ³. Поклади літологічні, стратиграфічні і тектонічно екрановані. Колектори порові та порово-тріщинні. Відклади міоцену-олігоцену містять важкі (945—977 кг/м3) високосірчисті (S — 2,12-2,66 %) нафти; нафти еоцену мають густину 888 кг/м3 і вміст S 1,27-1,41 %; у відкладах крейди і палеогену — легкі малосірчисті нафти.
Поклади на глибині 160-4500 м. Запаси нафти шельфу Болівар становить 8,3 млрд т.
Видобуток нафти у 2008 році склав 120 млн тонн.
У 2020-тих роках ХХІ ст. поточне видобування нафти складає 2,600 000 барелів на добу.

## Технологія розробки
Станом на початок ХХІ ст. експлуатуються близько 7 тис. свердловин, з них близько 700 — фонтануючі, близько 5 тис. — глибиннопомпові, понад 1500 — газліфтні.

## Майбутнє
Прогнозні ресурси понад 14 млрд. барелів. Великий потенціал розвідки поєднується з величезною кількістю залишкової нафти, що міститься у відомих резервуарах, гарантує, що басейн Маракайбо матиме довге майбутнє.